# 당신, 거기 있어줄래요
"당신, 거기 있어줄래요"는 2016년에 개봉한 기욤 뮈소의 소설을 원작으로한 대한민국의 영화이다.

## 캐스팅
- 김윤석 : 한수현 역
- 변요한 : 젊은 한수현 역
- 채서진 : 젊은 최연아 역
- 김상호 : 강태호 역
- 김호정 : 송혜원 역
- 안세하 : 젊은 강태호 역
- 박혜수 : 한수아 역
- 남경 : 선영 역
- 윤진영 : 돌고래쇼 영업부장 역
- 이유미 : 연아 동물협회 직원 역
- 장리우 : 심박조율기 아기엄마 역
- 조은아 : 휴게소 화장실 아줌마 역
- 이호철 : 휴게소 담배가게 직원 역
- 최예윤 : 비치볼 여자 역
- 정세형 : 문신조폭남 역
- 심완준 : 트럭운전수 역
- 노재훈 : 돌고래쇼 사회자 역
- 허혜리 : 승무원 역
- 김하윤 : 과거 소아과 간호사 역
- 김정원 : 서울역 군인 / 스탠드인 대역배우 역
- 전준영 : 서울역 군인 / 스탠드인 대역배우 역
- 윤승훈 : 서울역 군인 역
- 서지승 : 과거 유치원 선생님 역
- 김지태 : 현재 유치원 선생님 역
- 김승희 : 사진가족 엄마 역
- 김기태 : 사진가족 아빠 역
- 장범준 : 사진가족 아이 역
- 민이솔 : 사진가족 아이 역
- 김산 : 사진가족 아이 역
- 류경미 : 어린 수아 역
- 민주홍 : 초등학생 수아 역
- 지한별 : 신생아 수아 역
- 이다희 : 심박조율기 아이 역
- 한한나 : 중국집 여종업원 역
- 임채영 : 선영친구 역
- 김이슬 : 선영친구 역
- 한서윤 : 비치볼 여자친구 역
- 석아름 : 비치볼 여자친구 역
- 성창호 : 문신조폭무리 역
- 이안준 : 문신조폭무리 역
- 마성민 : 문신조폭무리 역
- 원태산 : 문신조폭무리 역
- 배유리 : 승무원동료 역
- 오승희 : 승무원동료 역
- 김재경 : 서울역 군인동기 역
- 김제헌 : 서울역 군인동기 역
- 장영 : 현재 소아과 레지던트 역
- 이호중 : 현재 소아과 레지던트 역
- 최민혁 : 연아 의사 역
- 황동희 : 연아 의사 역
- 이아윤 : 연아 간호사 역
- 임지영 : 연아 간호사 역
- 마민희 : 연아 간호사 역
- 이수진 : 연아 수술실 간호사 역
- 김동인 : 수현부 의사 역
- 김준아 : 수현부 간호사 역
- 남선우 : 수현부 간호사 역
- 홍민혜 : 수현부 간호사 역
- 백예현 : 노인병동 할머니 역
- 서병덕 : 장례식 신부님 역
- 이민영 : 올드 일리나 역
- 이경재 : 동물원 기숙사 경비 역
- 원종민 : 돌고래 조련사 역
- 박준호 : 돌고래 조련사 역
- 지인환 : 동물원 코끼리 조련사 역
- 최윤조 : 쓰레기장 청소부 아줌마 역
- 김동영 : 태호 농장 인부 역
- 최승순 : 학회남자 역
- 우상현 : 초인종 남학생들 역
- 원대한 : 초인종 남학생들 역
- 심규창 : 초인종 남학생들 역
- 김영진 : 과거 코끼리열차 승객 역
- 박태율 : 과거 코끼리열차 승객 역
- 김진희 : 과거 코끼리열차 승객 역
- 김현수 : 과거 코끼리열차 승객 역
- 한미라 : 과거 코끼리열차 승객 역
- 차영화 : 과거 코끼리열차 승객 역
- 차유찬 : 과거 코끼리열차 승객 역
- 김수연 : 과거 코끼리열차 승객 역
- 유하윤 : 과거 코끼리열차 승객 역
- 임예진 : 과거 코끼리열차 승객 역
- 성율 : 과거 코끼리열차 승객 역
- 성해 : 과거 코끼리열차 승객 역
- 정수영 : 서울역 대합실 인파 역
- 박민석 : 서울역 대합실 인파 역
- 정혜진 : 서울역 대합실 인파 역
- 안도현 : 서울역 대합실 인파 역
- 안정우 : 서울역 대합실 인파 역
- 양은정 : 서울역 대합실 인파 역
- 이연서 : 서울역 대합실 인파 역
- 이서율 : 서울역 대합실 인파 역
- 양희태 : 서울역 대합실 인파 역
- 양희진 : 서울역 대합실 인파 역
- 엄숙 : 서울역 대합실 인파 역
- 이우진 : 서울역 대합실 인파 역
- 정지원 : 서울역 대합실 인파 역
- 이연승 : 서울역 대합실 인파 역
- 김민준 : 서울역 대합실 인파 역
- 김지영 : 수의사 역 (우정출연)
- 장광 : 수현 부 역 (우정출연)
- 김광규 : 우체부 역 (우정출연)
- 박길수 : 문신 이발소주인 역 (우정출연)
- 박희본 : 젊은 송혜원 역 (우정출연)
- 김성령 : 최연아 역 (특별출연)
- 정인기 : 윤 과장 역 (특별출연)
- 김효진 : 일리나 역 (특별출연)
- 심은진 : 학회여자 역 (특별출연)

## 테마 곡
- 당신의 모습(원곡:김현식)
  - 김윤석  & 변요한